# Saturno (canción de Pablo Alborán)
«Saturno» es una balada grabada e interpretada por el cantautor español Pablo Alborán. Es uno de los dos primeros sencillos de su nuevo álbum, ambos lanzados el 8 de septiembre de 2017. Está incluido en su cuarto álbum de estudio Prometo (2017).
También es el tema central de la telenovela mexicana Caer en tentación (2017), en México se convirtió en el sencillo de mayor venta en el país para Pablo Alborán y el segundo más radiado desde Solamente tu (2011).

## Vídeos
La canción cuenta con dos vídeos oficiales en YouTube, un lyric video publicado el mismo día del lanzamiento de la canción, y el videoclip, que se publicó el 28 de septiembre. En tan sólo 4 meses, el lyric video acumula más de 40 millones de visitas, mientras que el videoclip cuenta con más de 11 millones.

## Posicionamiento
| Listas (2017)       | Mejor posición |
| ------------------- | -------------- |
| España (PROMUSICAE) | 23             |

## Certificaciones
| País   | Organismo certificador | Certificación | Ventas certificadas | Ref              |
| ------ | ---------------------- | ------------- | ------------------- | ---------------- |
| España | PROMUSICAE             | Platino       | 40 000              | [cita requerida] |

## Premios y nominaciones

### Premios TV y Novelas
| Año  | Categoría          | Resultado |
| ---- | ------------------ | --------- |
| 2018 | Mejor tema musical | Ganador   |